# Thomas Medicus (Künstler)

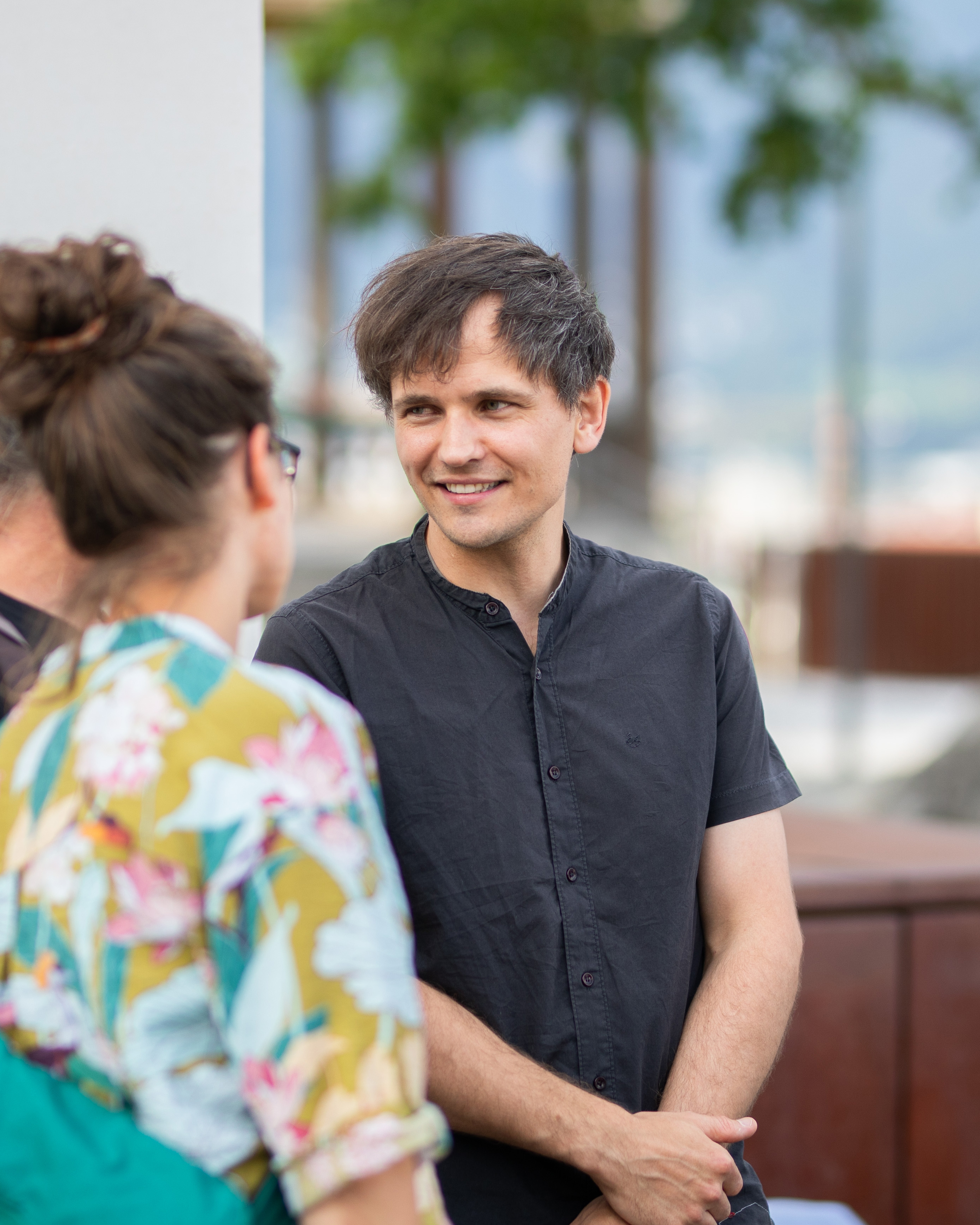
Thomas Medicus, 2024

Thomas Medicus (* 6. Dezember 1988 in Innsbruck, Tirol) ist ein österreichischer Künstler. Er ist vor allem für seine anamorphen Installationen bekannt und realisierte eine Reihe von Kunstwerken im öffentlichen Raum. Wiederkehrende Themen seiner Arbeiten sind Wahrnehmung, Ökologie und Öffentlichkeit, häufig bildet Glas dabei den zentralen Werkstoff. Medicus ist auch im Bereich der Konservierung von Bleiverglasungen aktiv.

## Leben
Medicus wurde als Sohn des Humanethologen Gerhard Medicus und der Palliativärztin Elisabeth Medicus geboren. Er studierte Soziale Arbeit am MCI Innsbruck und lebte 2010 im Zuge dessen ein halbes Jahr in Berlin. Im Anschluss besuchte er das Kolleg der Glasfachschule Kramsach. Neben seiner Tätigkeit als freischaffender Künstler war er sieben Jahre lang in der Tiroler Glasmalerei beschäftigt, in diesem Zusammenhang erwarb er 2018 den Titel zum Glasermeister. 2021 wechselte er in die Selbstständigkeit.
2021 hatte Medicus einen schweren Unfall, als er in der Dämmerung durch die undurchsichtige Glasabdeckung eines Schachtes brach und nach 14 Metern freiem Fall auf einem Betonboden aufschlug. Von den Verletzungen konnte er sich weitestgehend erholen.
Medicus ist Mitglied der Künstler:innen Vereinigung Tirol.

## Anamorphe Installationen

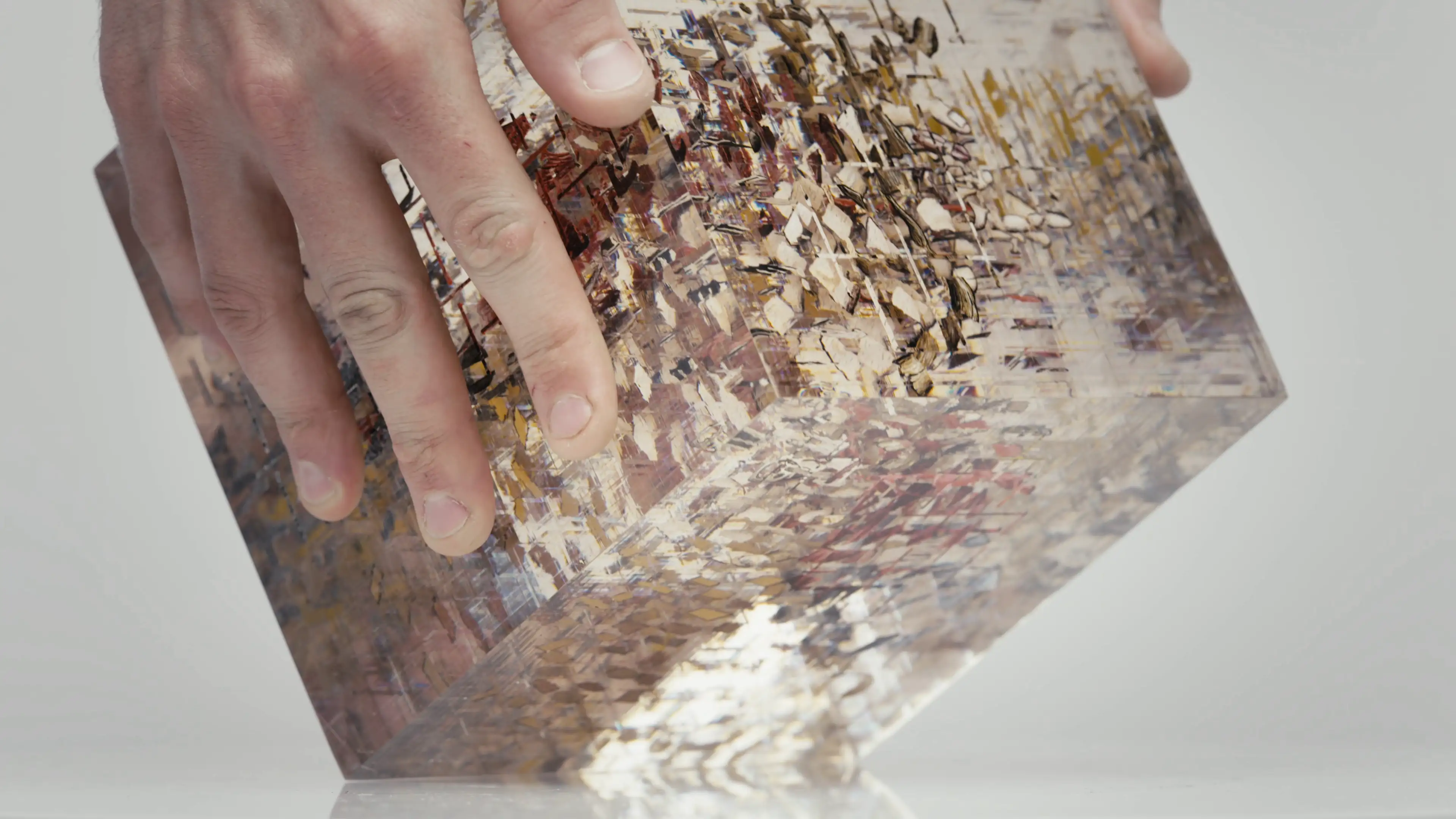
Emergence Lab, 2015 (Videostill: Wildruf)

Beachtung fanden ab 2014 eine Reihe von illusionistischen Skulpturen des Künstlers. Die meist würfelförmigen Werke beinhalten mehrere fragmentierte und ineinandergreifende Bilder, die sich nur von bestimmten Blickwinkeln aus zusammenfügen.

## Kunst im öffentlichen Raum

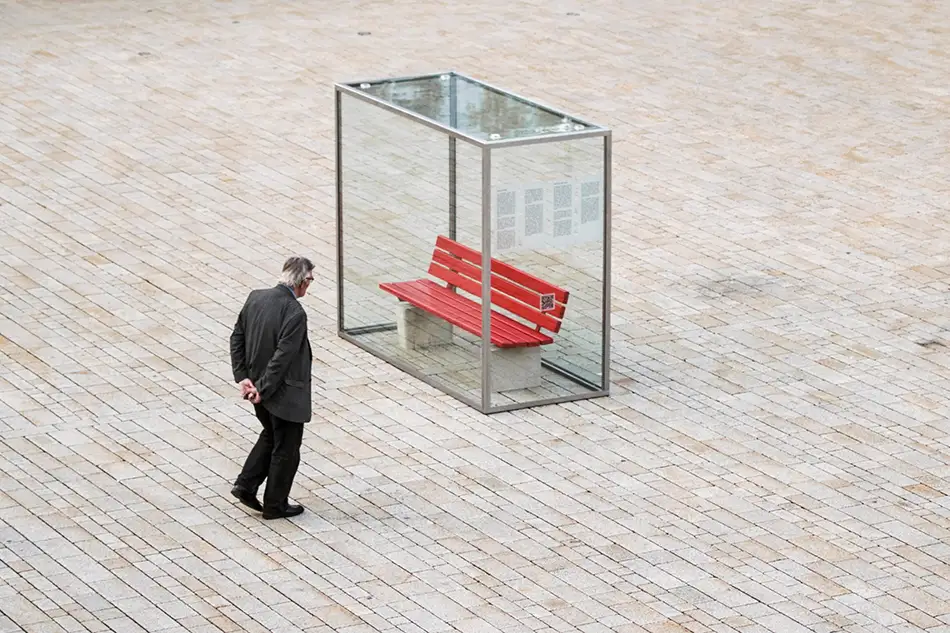
Nehmen Sie Platz, Vorplatz Landestheater Innsbruck, 2016

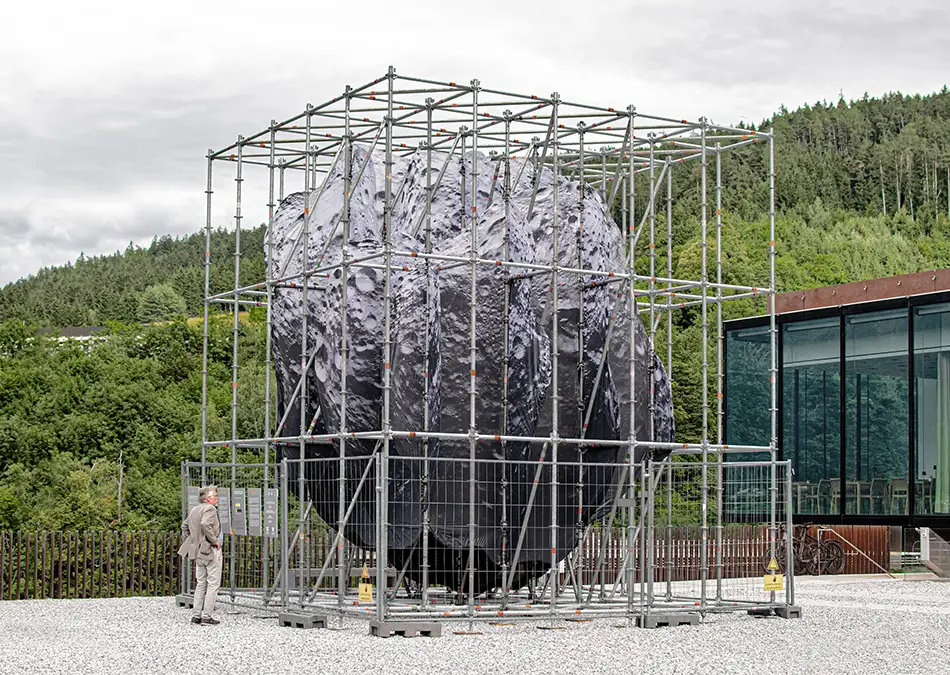
We Are the Asteroid, Vorplatz Tirol Panorama Innsbruck, 2024

- 2016 Nehmen Sie Platz (an verschiedenen Orten Innsbrucks, Kunst im öffentlichen Raum KÖR, Land Tirol)[13]
- 2017 404 Ort (mit Martin Fritz, Waltherpark Innsbruck, 20 Jahre Literaturhaus am Inn)[14]
- 2019 Best Before (an verschiedenen Orten Innsbrucks, TKI Tiroler Kultur-Initiativen, Land Tirol)[15]
- 2020 Cone Eye II (Tiefgaragenabgang, SOWI Innsbruck)[16]
- 2022 Human Animal Binary (an verschiedenen Orten Innsbrucks, TKI Tiroler Kultur-Initiativen, Land Tirol)[17]
- 2024 We Are the Asteroid (Vorplatz Tirol Panorama Innsbruck, Kunst im öffentlichen Raum KÖR, Land Tirol)[18]

## Weltausstellungen

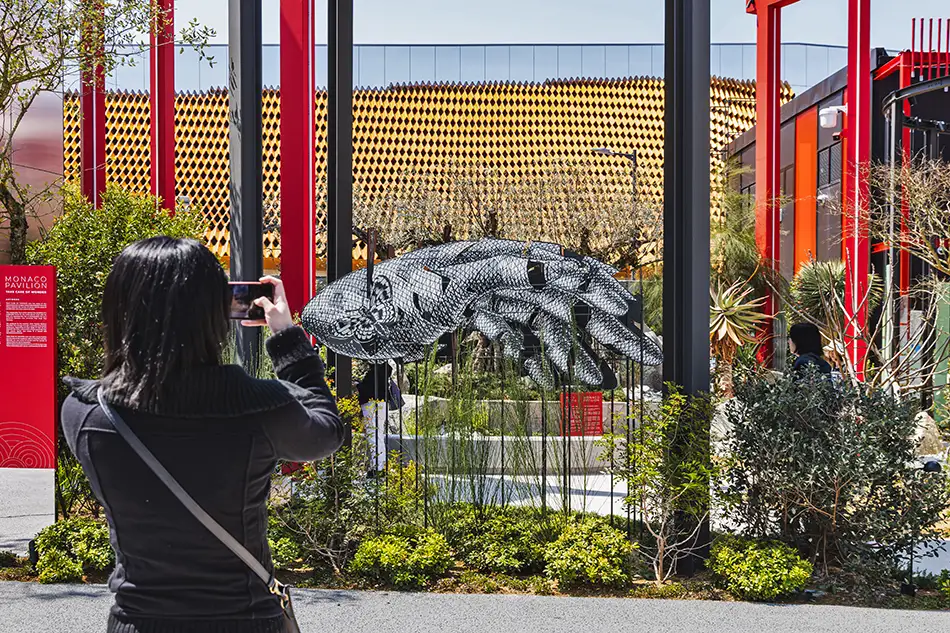
Take Care of Wonder, Expo 2025 Osaka, Pavillon Monaco, 2025 (Foto: Simmetrico)

2016 wurde eine anamorphe Glasinstallation Medicus' als Teil eines Spatenstich-Events für die Metrostation der Expo 2020 von Dubais Erbprinzen Hamdan enthüllt.
2025 realisierte der Künstler eine anamorphe Stahlskulptur für den Pavillon von Monaco bei der Expo 2025 in Osaka.

## Auszeichnungen
- 2014 Vimeo Staff Pick, Emulsifier[21]
- 2015 Vimeo Staff Pick, Emergence Lab[22]
- 2024 Austrian Glastechnik Award, WKO (Kategorie Glasbau Kunst)[23]

## Überregionale Berichte (Auswahl)
- 2016 Vice, There’s a Stained Glass Amoeba Floating Through the Forest[24] [online]
- 2018 ORF 2, Zurück zur Natur[25] [TV]
- 2021 Stir World, Thomas Medicus on the material metamorphosis of glass[26] [online]
- 2022 Deutsche Welle, Anamorphe Glaskunst von Thomas Medicus[27] [TV]
- 2023 Colossal, Endangered Animals Dissolve and Reassemble in Thomas Medicus’s Anamorphic Glass Sculpture[28] [online]
- 2024 Handwerk + Bau, Geometrie in Glas[29] [print]
- 2024 Designboom, thomas medicus' public installation encloses 3D asteroid in cuboid scaffolding[30] [online]
- 2025 Stained Glass Quarterly, Artistic Alchemy in the Alps[31] [print]
- 2025 ARTE, Illusion - Trugbilder der Kunst[32] [TV]

## Rezeption in Publikationen
- Ripley Entertainment Inc.: Ripley's Odd Is Art. Hrsg.: Arrow [Young]. 2018, ISBN 978-1-78475-969-8, S. 96, 97.
- Pierre Toromanoff: The Art Of Optical Illusion. Lannoo Publishers, 2019, ISBN 978-94-014-6153-5, S. 86, 87.
- Stefanie Dengler, Tanja Mayr-Sieber, Paul Rusch, Helen Schmitz: Netzwerk neu B1.2, Deutsch als Fremdsprache. Hrsg.: Klett Sprachen GmbH. 2021, ISBN 978-3-12-607171-0, S. 27.
- Stichting Kunstboek: International Floral Art 2021/2022. Stichting Kunstboek Bvba, 2021, ISBN 978-90-5856-658-4, S. 33.
- Thomas Juen (Hrsg.): Kunstankäufe des Landes Tirol 2019–23, Land Tirol, Abteilung Kultur, INVENTUR, Band 2. SIMB Verlag, Innsbruck 2024, S. 142.